# Linux Lite
Linux Lite is een Linuxdistributie dat ontwikkeld is in Nieuw-Zeeland door een team onder leiding van Jerry Bezencon. Linux Lite is gebaseerd op Ubuntu's langdurige ondersteuning (LTS) en maakt gebruikt van de Xfce-gebruikersomgeving.
De eerste versie verscheen op 26 oktober 2012. De minimale hardware-eisen zijn een 700MHz-processor, 512 MB RAM, en VGA-schermresolutie van 1024x768, hoewel meer processorcapaciteit en RAM-geheugen wordt aanbevolen.
Linux Lite richt zich primair op de beginnende gebruiker, met name Windows-gebruikers die kennis willen maken met Linux. 
Het doel is om met een complete set van applicaties gebruikers te helpen bij hun dagelijkse computergebruik. 
Door de lage systeemeisen is Linux Lite geschikt voor oudere computers.
De slogan van Linux Lite is: "Simple, Fast, Free" ("Eenvoudig, Snel, Gratis").
De codenamen van de distributies zijn gebaseerd op edelstenen: Amethyst (amethist), Beryl (beril).